# Saal an der Saale
Saal an der Saale är en kommun och ort i Landkreis Rhön-Grabfeld i Regierungsbezirk Unterfranken i förbundslandet Bayern i Tyskland.
Köpingen ingår i kommunalförbundet Saal an der Saale tillsammans med kommunerna Großeibstadt och Wülfershausen an der Saale.